# Ceraeochrysa tauberae
Ceraeochrysa tauberae is een insect uit de familie van de gaasvliegen (Chrysopidae), die tot de orde netvleugeligen (Neuroptera) behoort. 
Ceraeochrysa tauberae is voor het eerst wetenschappelijk beschreven door Penny in 1997.